# Randy de Puniet
Randy de Puniet (Andrésy, 14 febbraio 1981) è un pilota motociclistico francese.

## Carriera

### Gli inizi
Chiamato "Randy" in onore dell'idolo di suo padre Randy Mamola, dopo aver conquistato qualche punto nell'europeo del 1997, de Puniet diventa campione nazionale di motociclismo classe 125 nel 1998, proprio in quest'ultima annata fece il suo esordio nel motomondiale: corse con la Honda RS 125 R in qualità di wild card nel Gran Premio di Francia, tuttavia senza ottenere punti. Contestualmente gareggia nel campionato europeo dove vince una gara e si classifica al nono posto.

### Classe 125
Nel 1999 divenne pilota titolare correndo con l'Aprilia RS 125 R del team Scrab Competition, terminando la stagione 18º con 26 punti e ottenendo come miglior risultato un nono posto in Catalogna. Nel 2000 termina diciassettesimo con 50 punti ottenendo come miglior risultato un settimo posto in Portogallo. 

### Classe 250

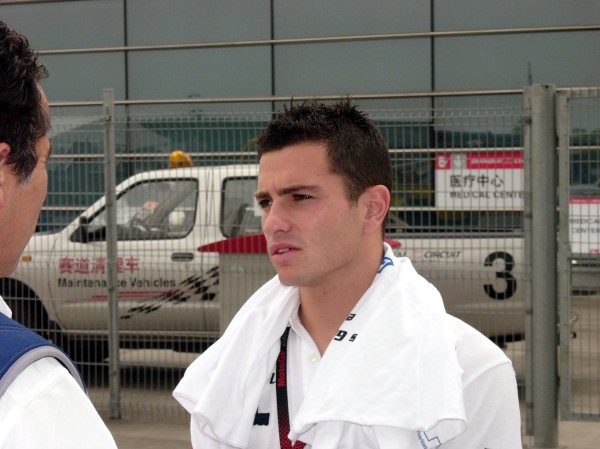
de Puniet nel 2005.

Nel 2001 passa alla classe 250 nel team Équipe de France, con compagno di squadra Sylvain Guintoli e terminando la stagione al 13º posto con 50 punti; come miglior risultato ottiene un quinto posto in Germania. Nel 2002 passa al team Campetella Racing, con compagno di squadra Alex Debón, ottenendo due terzi posti (Giappone e Francia) e una pole position in Brasile. Termina la stagione al 9º posto con 119 punti. Nel 2003 passa al team Safilo Oxydo-LCR, ottenendo tre vittorie (Catalogna, Repubblica Ceca e Comunità Valenciana), due secondi posti (Sudafrica e Francia), quattro terzi posti (Spagna, Germania, Portogallo e Brasile) e terminando la stagione al 4º posto con 208 punti. 
Nel 2004 ottiene una vittoria in Catalogna, quattro secondi posti (Sudafrica, Spagna, Francia e Repubblica Ceca), tre terzi posti (Gran Bretagna, Portogallo e Comunità Valenciana) e due pole position (Sudafrica e Catalogna) e terminando la stagione al 3º posto con 214 punti. Nel 2005 passa al team Aspar, con compagno di squadra Sebastián Porto, ottenendo una vittoria in Gran Bretagna, un secondo posto in Francia, un terzo posto in Portogallo e una pole position in Portogallo e terminando la stagione all'8º posto con 138 punti.

### MotoGP

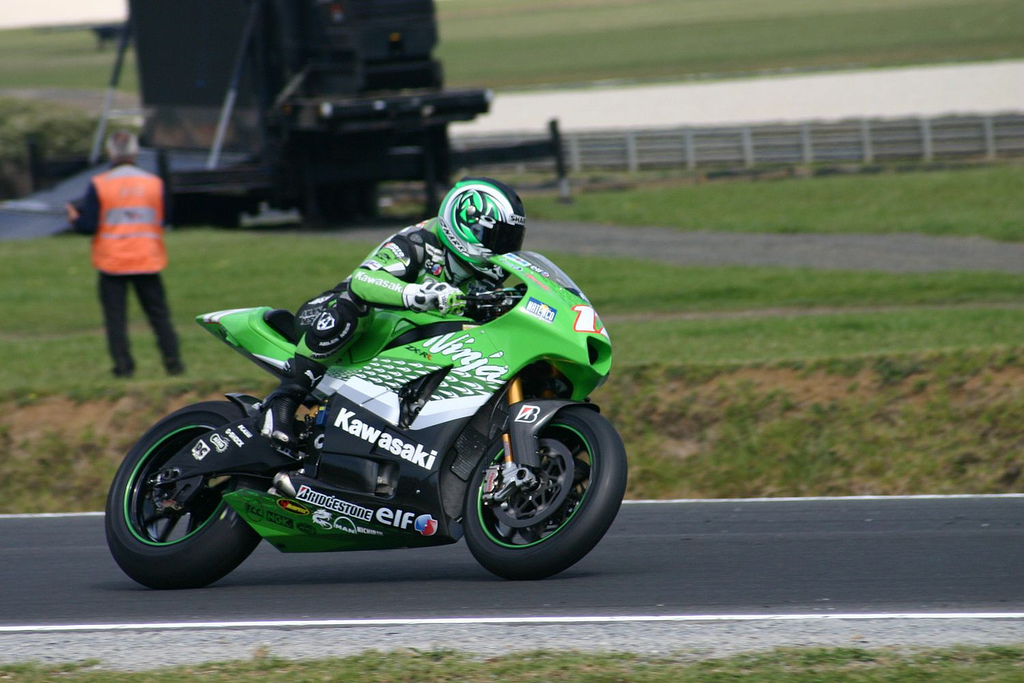
Randy de Puniet con Kawasaki nel 2006.

Dal 2006 corre in MotoGP con la Kawasaki ZX-RR del team Kawasaki Racing, con Shinya Nakano come compagno di squadra, terminando la stagione al 16º posto con 37 punti e ottenendo come miglior risultato un 10º posto in Portogallo. Mentre nella stagione 2006 ha corso con il numero 17, dal 2007 ha scelto il 14, giorno del suo compleanno. In quest'anno ha conquistato un secondo posto a Motegi, alle spalle di Loris Capirossi e ha terminato la stagione all'11º posto con 108 punti. È riuscito anche a partire per la prima volta dalla prima fila, ottenendo il secondo posto nelle qualifiche del GP di Catalogna alle spalle di Valentino Rossi.
Nel 2008 ha corso con la Honda RC212V per il team LCR Honda MotoGP, terminando la stagione 15º con 61 punti e ottenendo come miglior risultato un sesto posto negli Stati Uniti. 

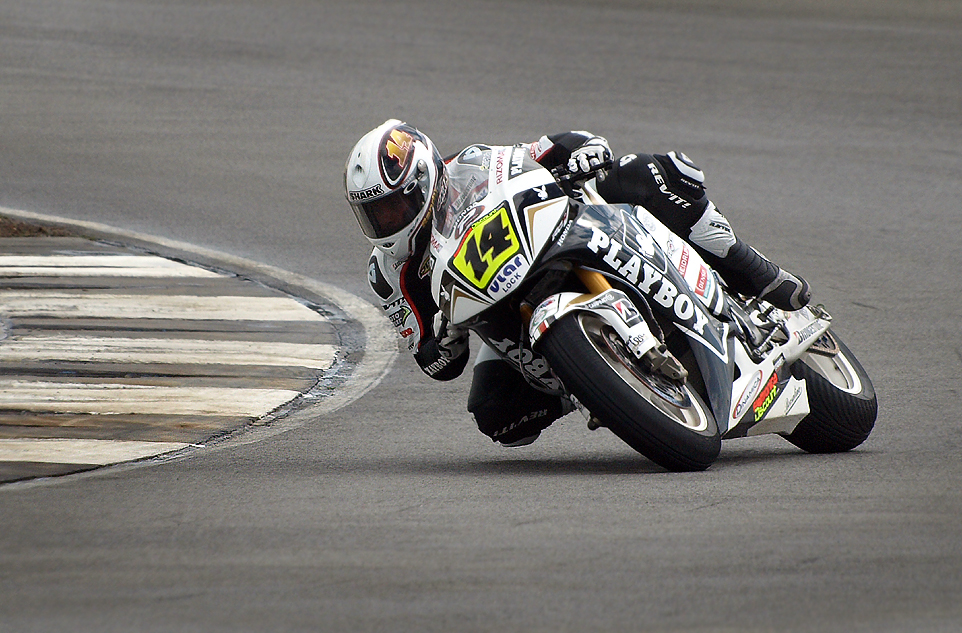
Randy de Puniet a Donington Park nel 2009.

Il contratto con team LCR è confermato anche per il campionato 2009, quando ottiene un terzo posto in Gran Bretagna e termina la stagione 11º con 106 punti. Viene confermato nel team anche nel 2010, in cui ottiene per tre volte consecutive la prima fila: parte secondo ad Assen ed al Mugello e terzo a Barcellona. Proprio a Barcellona nel GP di Catalogna ottiene un quarto posto (miglior risultato in gara della stagione). Termina la stagione al 9º posto con 116 punti. Nella gara del Sachsenring 2010 al 10º giro ha un grave incidente che gli comporta la frattura scomposta di tibia e perone alla gamba sinistra, per questo infortunio è costretto a saltare il GP degli USA. Nell'incidente restano coinvolti sia Álvaro Bautista che Aleix Espargaró, quest'ultimo ha riportato una frattura alla sesta vertebra e un piccolo taglio sul ginocchio.
Nel 2011 passa al team Pramac Racing alla guida di una Ducati Desmosedici GP11. Ottiene come miglior risultato un sesto posto in Australia e termina la stagione al 16º posto con 49 punti. In questa stagione è costretto a saltare il Gran Premio degli USA a causa della frattura di due vertebre rimediata durante le qualifiche del GP. Nel 2012 passa al team Power Electronics Aspar che gli affida una ART GP12 (moto rientrante nella categoria delle CRT); il compagno di squadra è Aleix Espargaró. Ottiene come miglior risultato due ottavi posti (Olanda e Repubblica Ceca) e termina la stagione al 13º posto con 62 punti. Nel 2013 rimane nello stesso team. Ottiene come miglior risultato un decimo posto in Australia e termina la stagione al 15º posto con 36 punti.
Nel 2014 viene ingaggiato dalla Suzuki come collaudatore, in questa veste non partecipa al campionato in quanto la casa giapponese, che ha già programmato il rientro in MotoGP per il 2015, preferisce concentrarsi sullo sviluppo e sui "test" della Suzuki GSX-RR. Proprio per testare la nuova motocicletta, torna a gareggiare nella classe regina in occasione del Gran Premio di Valencia del 2014 (ultima prova stagionale). 

### Mondiale Superbike, Endurance e MotoE
Nel 2015 rimane con la Suzuki, che lo impiega però nel mondiale Superbike, dove De Puniet fa il suo debutto in febbraio piazzandosi diciassettesimo e settimo nelle due gare del Gran Premio di Phillip Island. Porta a termine la stagione, con molti ritiri, al 18º posto con 52 punti all'attivo.
Nel 2016 e 2017 partecipa al mondiale Endurance con la Kawasaki, ottenendo un secondo posto alla 24 ore di Le Mans 2016 e un terzo posto nello stesso evento nel 2017.
Nel 2018 diventa collaudatore KTM in MotoGP. Nel 2019 corre in MotoE con il team LCR; il compagno di squadra è Niccolò Canepa. Chiude la stagione al 17º posto ottenendo 21 punti. Nel 2023 gareggia nel mondiale Endurance con il team Trickstar-Kawasaki in equipaggio con Kazuki Watanabe e Christophe Ponsson. Prosegue nelle gare di durata anche nel 2025, anno in cui guida una Yamaha YZF-R1 per il team ELF Marc VDS Racing Team/KM99.

## Risultati in gara

### Motomondiale

#### Classe 125
| 1998 | Classe | Moto  |  |  |  |  |    |  |  |  |  |  |  |  |  |  |  |  | Punti | Pos. |
| ---- | ------ | ----- |  |  |  |  | -- |  |  |  |  |  |  |  |  |  |  |  | ----- | ---- |
| 1998 | 125    | Honda |  |  |  |  | 17 |  |  |  |  |  |  |  |  |  |  |  | 0     |      |

| 1999 | Classe | Moto    |    |    |     |    |    |   |     |     |    |     |     |    |    |     |    |    | Punti | Pos. |
| ---- | ------ | ------- | -- | -- | --- | -- | -- | - | --- | --- | -- | --- | --- | -- | -- | --- | -- | -- | ----- | ---- |
| 1999 | 125    | Aprilia | 20 | 15 | Rit | 11 | 19 | 9 | Rit | Rit | 15 | Rit | Rit | 10 | 21 | Rit | 18 | 10 | 26    | 18º  |

| 2000 | Classe | Moto    |    |     |    |    |    |   |    |     |    |     |     |   |    |   |     |    | Punti | Pos. |
| ---- | ------ | ------- | -- | --- | -- | -- | -- | - | -- | --- | -- | --- | --- | - | -- | - | --- | -- | ----- | ---- |
| 2000 | 125    | Aprilia | 14 | Rit | 10 | 13 | 12 | 9 | 13 | Rit | 10 | Rit | Rit | 7 | 18 | 9 | Rit | 13 | 50    | 17º  |

| Legenda | 1º posto        | 2º posto            | 3º posto            | A punti      | Senza punti        | Grassetto – Pole position Corsivo – Giro più veloce |
| Legenda | Gara non valida | Non qual./Non part. | Ritirato/Non class. | Squalificato | '-' Dato non disp. | Grassetto – Pole position Corsivo – Giro più veloce |

#### Classe 250
| 2001 | Classe | Moto    |     |     |    |     |     |   |    |     |   |   |    |    |    |     |    |    |  | Punti | Pos. |
| ---- | ------ | ------- | --- | --- | -- | --- | --- | - | -- | --- | - | - | -- | -- | -- | --- | -- | -- |  | ----- | ---- |
| 2001 | 250    | Aprilia | Rit | Rit | 18 | Rit | Rit | 8 | 13 | Rit | 5 | 6 | 17 | 10 | 11 | Rit | 12 | 13 |  | 50    | 13º  |

| 2002 | Classe | Moto    |   |   |     |   |   |   |     |   |     |   |     |     |     |   |   |   |  | Punti | Pos. |
| ---- | ------ | ------- | - | - | --- | - | - | - | --- | - | --- | - | --- | --- | --- | - | - | - |  | ----- | ---- |
| 2002 | 250    | Aprilia | 3 | 6 | Rit | 3 | 5 | 4 | Rit | 6 | Rit | 6 | Rit | Rit | Rit | 6 | 6 | 4 |  | 119   | 8º   |

| 2003 | Classe | Moto    |     |   |   |   |     |   |     |   |   |   |   |   |   |   |     |   |  | Punti | Pos. |
| ---- | ------ | ------- | --- | - | - | - | --- | - | --- | - | - | - | - | - | - | - | --- | - |  | ----- | ---- |
| 2003 | 250    | Aprilia | Rit | 2 | 3 | 2 | Rit | 1 | Rit | 8 | 3 | 1 | 3 | 3 | 6 | 5 | Rit | 1 |  | 208   | 4º   |

| 2004 | Classe | Moto    |   |   |   |   |   |   |   |   |   |   |   |    |     |   |     |   |  | Punti | Pos. |
| ---- | ------ | ------- | - | - | - | - | - | - | - | - | - | - | - | -- | --- | - | --- | - |  | ----- | ---- |
| 2004 | 250    | Aprilia | 2 | 2 | 2 | 4 | 1 | 4 | 8 | 5 | 3 | 2 | 3 | 11 | Rit | 5 | Rit | 3 |  | 214   | 3º   |

| 2005 | Classe | Moto    |     |   |    |   |     |   |   |    |   |   |   |   |   |     |   |     |   | Punti | Pos. |
| ---- | ------ | ------- | --- | - | -- | - | --- | - | - | -- | - | - | - | - | - | --- | - | --- | - | ----- | ---- |
| 2005 | 250    | Aprilia | Rit | 3 | 18 | 2 | Rit | 6 | 8 | NE | 1 | 6 | 8 | 5 | 4 | Rit | 7 | Rit | 8 | 138   | 8º   |

| Legenda | 1º posto        | 2º posto            | 3º posto            | A punti      | Senza punti        | Grassetto – Pole position Corsivo – Giro più veloce |
| Legenda | Gara non valida | Non qual./Non part. | Ritirato/Non class. | Squalificato | '-' Dato non disp. | Grassetto – Pole position Corsivo – Giro più veloce |

#### MotoGP
| 2006 | Classe | Moto     |     |     |    |    |     |    |     |    |    |     |    |    |    |    |     |    |     |  | Punti | Pos. |
| ---- | ------ | -------- | --- | --- | -- | -- | --- | -- | --- | -- | -- | --- | -- | -- | -- | -- | --- | -- | --- |  | ----- | ---- |
| 2006 | MotoGP | Kawasaki | Rit | Rit | 12 | 12 | Rit | 13 | Rit | 14 | 12 | Rit | 12 | 14 | 13 | 11 | Rit | 10 | Rit |  | 37    | 16º  |

| 2007 | Classe | Moto     |     |    |   |   |     |     |   |   |     |     |   |   |     |     |   |   |   |   | Punti | Pos. |
| ---- | ------ | -------- | --- | -- | - | - | --- | --- | - | - | --- | --- | - | - | --- | --- | - | - | - | - | ----- | ---- |
| 2007 | MotoGP | Kawasaki | Rit | 13 | 8 | 8 | Rit | Rit | 5 | 6 | Rit | Rit | 6 | 8 | Rit | Rit | 2 | 6 | 4 | 9 | 108   | 11º  |

| 2008 | Classe | Moto  |   |     |    |    |   |     |     |    |     |   |   |    |     |    |    |   |    |    | Punti | Pos. |
| ---- | ------ | ----- | - | --- | -- | -- | - | --- | --- | -- | --- | - | - | -- | --- | -- | -- | - | -- | -- | ----- | ---- |
| 2008 | MotoGP | Honda | 9 | Rit | 15 | 13 | 9 | Rit | Rit | 12 | Rit | 8 | 6 | 16 | Rit | 13 | 12 | 9 | 10 | 15 | 61    | 15º  |

| 2009 | Classe | Moto  |    |    |   |    |   |   |   |   |     |   |    |    |    |    |   |     |    |  | Punti | Pos. |
| ---- | ------ | ----- | -- | -- | - | -- | - | - | - | - | --- | - | -- | -- | -- | -- | - | --- | -- |  | ----- | ---- |
| 2009 | MotoGP | Honda | 10 | 11 | 4 | 14 | 8 | 8 | 7 | 9 | Rit | 3 | 10 | 12 | 12 | 11 | 8 | Rit | 11 |  | 106   | 11º  |

| 2010 | Classe | Moto  |   |   |   |   |   |   |   |     |     |    |    |    |     |   |    |    |   |    | Punti | Pos. |
| ---- | ------ | ----- | - | - | - | - | - | - | - | --- | --- | -- | -- | -- | --- | - | -- | -- | - | -- | ----- | ---- |
| 2010 | MotoGP | Honda | 6 | 9 | 7 | 6 | 6 | 6 | 4 | Rit | Inf | 10 | 13 | 13 | Rit | 9 | 10 | 10 | 6 | 10 | 116   | 9º   |

| 2011 | Classe | Moto   |     |     |    |     |     |    |     |    |    |    |    |   |    |    |    |   |    |     | Punti | Pos. |
| ---- | ------ | ------ | --- | --- | -- | --- | --- | -- | --- | -- | -- | -- | -- | - | -- | -- | -- | - | -- | --- | ----- | ---- |
| 2011 | MotoGP | Ducati | Rit | Rit | 10 | Rit | Rit | 12 | Rit | 14 | 13 | NP | 12 | 8 | 14 | 12 | 10 | 6 | AN | Rit | 49    | 16º  |

| 2012 | Classe | Moto |    |     |    |     |    |    |   |    |    |    |     |   |   |    |     |     |    |    | Punti | Pos. |
| ---- | ------ | ---- | -- | --- | -- | --- | -- | -- | - | -- | -- | -- | --- | - | - | -- | --- | --- | -- | -- | ----- | ---- |
| 2012 | MotoGP | ART  | 13 | Rit | 13 | Rit | 15 | 12 | 8 | 11 | 12 | 11 | Rit | 8 | 9 | 11 | Rit | Rit | 11 | 12 | 62    | 13º  |

| 2013 | Classe | Moto |    |    |     |     |    |     |    |    |     |     |    |    |    |    |    |    |    |     | Punti | Pos. |
| ---- | ------ | ---- | -- | -- | --- | --- | -- | --- | -- | -- | --- | --- | -- | -- | -- | -- | -- | -- | -- | --- | ----- | ---- |
| 2013 | MotoGP | ART  | 12 | 14 | Rit | Rit | 11 | Rit | 12 | 12 | Rit | Rit | 15 | 16 | 17 | 13 | 12 | 10 | 13 | Rit | 36    | 15º  |

| 2014 | Classe | Moto   |  |  |  |  |  |  |  |  |  |  |  |  |  |  |  |  |  |     | Punti | Pos. |
| ---- | ------ | ------ |  |  |  |  |  |  |  |  |  |  |  |  |  |  |  |  |  | --- | ----- | ---- |
| 2014 | MotoGP | Suzuki |  |  |  |  |  |  |  |  |  |  |  |  |  |  |  |  |  | Rit | 0     |      |

| Legenda | 1º posto        | 2º posto            | 3º posto            | A punti      | Senza punti        | Grassetto – Pole position Corsivo – Giro più veloce |
| Legenda | Gara non valida | Non qual./Non part. | Ritirato/Non class. | Squalificato | '-' Dato non disp. | Grassetto – Pole position Corsivo – Giro più veloce |

#### MotoE
| 2019 | Classe | Moto     |    |    |    |    |    |    |  |  | Punti | Pos. |
| ---- | ------ | -------- | -- | -- | -- | -- | -- | -- |  |  | ----- | ---- |
| 2019 | MotoE  | Energica | 17 | 12 | 11 | 13 | 12 | 11 |  |  | 21    | 17º  |

| Legenda | 1º posto        | 2º posto            | 3º posto            | A punti      | Senza punti        | Grassetto – Pole position Corsivo – Giro più veloce |
| Legenda | Gara non valida | Non qual./Non part. | Ritirato/Non class. | Squalificato | '-' Dato non disp. | Grassetto – Pole position Corsivo – Giro più veloce |

### Campionato mondiale Superbike
| 2015 | Moto   |    |   |    |     |     |    |     |     |     |     |    |    |    |    |     |    |    |    |    |    |    |     |     |    |    |   |  |  | Punti | Pos. |
| ---- | ------ | -- | - | -- | --- | --- | -- | --- | --- | --- | --- | -- | -- | -- | -- | --- | -- | -- | -- | -- | -- | -- | --- | --- | -- | -- | - |  |  | ----- | ---- |
| 2015 | Suzuki | 17 | 7 | 13 | Rit | Rit | 13 | Rit | Rit | Rit | Rit | 14 | 14 | 13 | 16 | Rit | 17 | 11 | 11 | 12 | 13 | 16 | Rit | Rit | 18 | 12 | 7 |  |  | 52    | 18º  |

| Legenda | 1º posto        | 2º posto            | 3º posto           | A punti      | Senza punti        | Grassetto – Pole position Corsivo – Giro più veloce |
| Legenda | Gara non valida | Non qual./Non part. | Ritirato/Non class | Squalificato | '-' Dato non disp. | Grassetto – Pole position Corsivo – Giro più veloce |